# Lan can đúc
Lan can đúc là một công trình kiến trúc-xây dựng tương đối kiên cố, đóng vai trò như là một rào cản ở rìa một bức tường dưới một mái nhà hoặc, sân thượng, ban công, cầu, cầu thang hoặc cấu trúc khác. Các sản phẩm này được đúc nguyên khối với các hoa văn đẹp mắt. Chúng có thể được đúc bằng gang, bằng nhôm. Đôi khi các lan can chỉ là các hoa văn bằng sắt thép uốn theo hình hoa văn. Trường hợp lan can được xây dựng hay lắp đặt trên mái nhà, nó chỉ đơn giản có thể là một phần của một bức tường bên ngoài liên tục theo của bề mặt mái nhà. Hiện nay có rất nhiều rạng lan can đúc khác nhau.
Trong lịch sử, lan can ban đầu được sử dụng để bảo vệ tòa nhà khỏi bị tấn công quân sự, nhưng ngày nay chúng được sử dụng chủ yếu để ngăn chặn sự lây lan của đám cháy, bảo đảm sự an toàn của con người khi đứng ở một độ cao nhất định. Từ Lan can xuất phát từ tiếng Ý: parapetto (trong đó: parare có nghĩa là dài, trang trải và petto có nghĩa là bảo vệ). Lan can được lắp đặt kết hợp với ban công trong một ngôi nhà hoặc tòa nhà.